# Kuupik Kleist
Jakob Edvard Kuupik Kleist (Qullissat, 31 de março de 1958) é um político gronelandês. Tornou-se o quinto primeiro-ministro da Gronelândia em 2009, o primeiro do partido político Partido do Povo Inuíte (Inuit Ataqatigiit), partido que luta para fazer da Gronelândia um Estado independente. Terminou o seu mandato em 2013.